# Luca Gasparotto
Luca Gasparotto (Ontario, Canadá; 9 de marzo de 1995) es un futbolista canadiense. Juega como defensor y actualmente milita en Falkirk FC de la Primera División de Escocia.

## Biografía
Es hijo de padre australiano y madre canadiense; su padre es de Queanbeyan y su madre de Etobicoke. Tenía 1 año cuando su familia se trasladó desde North York a Ajax. Comenzó a jugar a los 4 años en Ajax SC.

## Selección
| Club                | País   | Año           | Partidos | Goles |
| ------------------- | ------ | ------------- | -------- | ----- |
| Selección Sub-17    | Canadá | 2011          | 7        | 1     |
| Selección de Canadá | Canadá | 2014-presente | 0        | 0     |
| Selección Sub-20    | Canadá | 2015          | 4        | 0     |
| Selección Sub-23    | Canadá | 2016          | 5        | 0     |

## Clubes
| Club                     | País    | Año           |
| ------------------------ | ------- | ------------- |
| Glasgow Rangers          | Escocia | 2012 - 2013   |
| Stirling Albion (Cedido) | Escocia | 2013 - 2014   |
| Airdrieonians (Cedido)   | Escocia | 2014-2015     |
| Greenock Morton (Cedido) | Escocia | 2015-2016     |
| Falkirk FC               | Escocia | 2016-presente |